# Леноблгаз
ОАО «Леноблгаз», ныне АО «Газпром газораспределение Ленинградская область» — ведущая организация Ленинградской области, осуществляющая доставку природного и сжиженного газа потребителям.
Кроме основной деятельности по обеспечению потребителей области (кроме Гатчинского района) природным и сжиженным газом, ОАО «Леноблгаз» осуществляет проектирование, строительство, наладку и сдачу «под ключ» объектов газоснабжения, построенных силами своих структурных подразделений.
ОАО «Леноблгаз» имеет в своём составе:
- Проектно-конструкторский центр
- Цех полиэтиленовых изделий
- Центр «Подземметаллозащита»
- Учебно-методический центр
- Метрологическую службу

Пять филиалов, расположенных во Всеволожском, Выборгском, Кингисеппском, Тихвинском и Тосненском районах.
Вышеуказанными подразделениями осуществляется:
- Проектирование всех систем газоснабжения на природном и сжиженном газах, стальных и полиэтиленовых газопроводов, установок электрохимической защиты, котельных, газопроводов жилых и общественных зданий, систем отопления и вентиляции, установок сжиженного углеводородного газа и др.;
- Их строительство, эксплуатация и ремонт;
- Обследование коррозийного состояния всех подземных металлических сооружений, определение наличия блуждающих токов и коррозийной активности грунтов;
- Техническое обслуживание и ремонт контрольно-измерительных приборов с их госпроверкой или ведомственной проверкой, внедрение приборов учёта газа;
- Изготовление труб из полиэтилена для газопроводов, водопровода, канализации диаметром от 20 до 225 мм и давлением до 0,6 МПа для газопроводов и 1,0 МПа для водопровода; неразъёмных соединений, фитингов;
- Поставка труб в бухтах, катушках или отрезках до 12 м;
- Подготовка кадров по эксплуатации, ремонту, проектированию, строительству, техническому надзору систем газоснабжения, эксплуатации дымовых и вентиляционных каналов, вентиляционных систем, обслуживанию КИПиА, водителей автомашин на газовом топливе, аттестация сварщиков-операторов и специалистов сварочного производства по сварке полиэтиленовых труб и т. п.